# Billaea irrorata
Billaea irrorata är en tvåvingeart som först beskrevs av Johann Wilhelm Meigen 1826.  Billaea irrorata ingår i släktet Billaea och familjen parasitflugor. Arten är reproducerande i Sverige. Inga underarter finns listade i Catalogue of Life.